# Margarya mansuyi
Margarya mansuyi là một loài ốc nước ngọt trong họ Viviparidae.